# غاريقون أهلب
غاريقون أهلب (الاسم العلمي:Agaricus hirsutus) هو نوع من الفطريات يتبع جنس الغاريقون من الفصيلة الغاريقونية.